# Xavi Aguado
Xavier Aguado Companys (Badalona, 5 de junho de 1968) é um ex-futebolista espanhol que atuava como zagueiro. Aguado tem como grande feito da sua carreira, ser o recordista de jogos pelo Zaragoza com 473, posto que dividi com José Luiz Violeta, atacante espanhol dos anos 60 e 70.

## Carreira
Aguado começou a carreira no Sabadell em 1988 ficando até 1990 e atuando na segunda divisão. quando mudou=se para a cidade de Zaragoza, jogar pelo clube homônimo. No clube ele fez história, ganhou 3 títulos e atuou por 473 partidas ao todo, entre 1990 e 2003.
Xavi sempre foi um zagueiro virulento, tendo durante muitos anos o recorde de expulsões na La Liga, num total de 18 com a camisa do Zaragoza, sendo ultrapassado pelo Sergio Ramos.

## Títulos
Real Zaragoza
- Copa do Rei da Espanha: 1993–94, 2000–01
- Recopa Europeia da UEFA: 1994–95